# Horodîșce, Nedrîhailiv
Horodîșce (în ucraineană Городище) este un sat în comuna Derkacivka din raionul Nedrîhailiv, regiunea Sumî, Ucraina.

## Demografie
Componența lingvistică a localității Horodîșce
     Ucraineană (100%)
Conform recensământului din 2001, toată populația localității Horodîșce era vorbitoare de ucraineană (100%).